# 李景奭
李景奭（：／，1595年12月18日—1671年10月26日），字尚輔，號白軒。本貫全州李氏，朝鮮王朝中期文臣、作家、性理學家、書藝家。
李景奭出生在忠清道堤川，初隨兄長李景稷學習儒學，後來成為金尚憲的門人。1623年謁聖文科及第，1626年重試文科及第，領中樞府事。1637年12月時，以都承旨兼藝文館提學的身份，撰寫大清皇帝功德碑（三田渡碑）的漢文部分。仁祖反正後，功臣專橫，他積極薦舉山林學者當官，宋時烈就是受到他拔擢薦舉的。1628年錄為昭武原從功臣一等。後歷任右議政、左議政、領議政。死後諡文忠。著有《白軒集》。其墓位於今日京畿道城南市。